# Békássy István (színművész)
Békássy István (eredeti neve: Békásy István Márton, angol nyelvterületen Stephen Bekassy) (Nyíregyháza, 1907. február 10. – Budapest, 1995. október 30.) magyar színész.

## Életpályája
Szülei Békásy Jenő hírlapíró és Neumann Anna Mária voltak. Balettozni tanult Pallay Annánál. Rákosi Szidi színiiskolájában tanult. 1925-ben Újpesten kezdett színészkedni. 1927-től a Városi Színház tagja volt. 1929-ben a Vígszínház tagja lett. 1930–1931 között, valamint 1933–1934 között a Király Színházban volt látható. 1931–1933 között a Budapesti Operettszínház színésze volt. 1935-ben a Kamaraszínházban játszott. 1936–1937 között a Művész Színház színművésze volt. 1937-ben az USA-ba költözött; a Metro-Goldwyn-Mayer-nél dolgozott. 1941-ben a New York-i Fészek Színház igazgatója volt. 1947-ben a Broadwayen is szerepelt. 1982-ben visszatért Magyarországra; Leányfalun telepedett le.

## Magánélete
1931. október 8-án Budapesten házasságot kötött Fejes Teri (1902–1994) színésznővel. 1933-ban elváltak. 1936. december 3-án ismét megnősült; Székesfehérváron elvette Neufeld Líviát; tőle 1938-ban vált el. 1969-ben házasságot kötött Beregi Veronikával, Beregi Oszkár lányával.
Sírja a Fiumei úti sírkertben található (34/1-1-36).

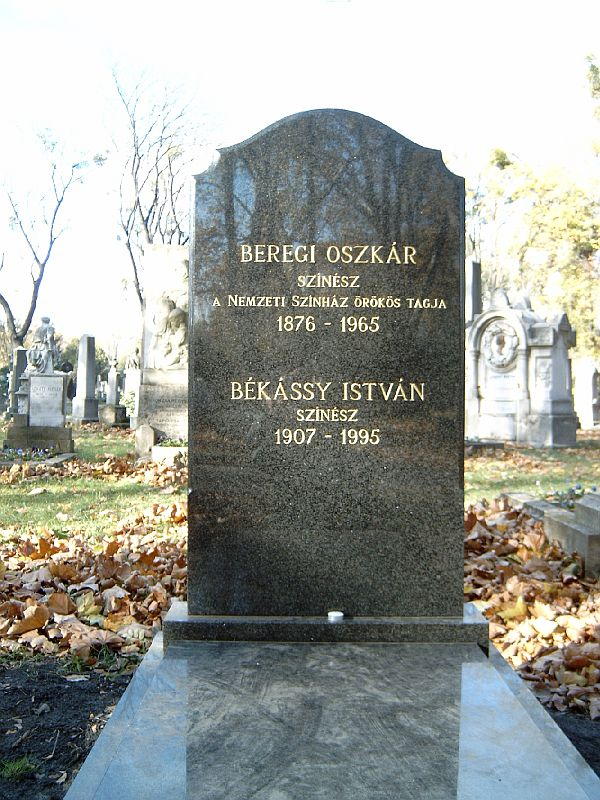
Beregi Oszkár színészművész, rendező, igazgató és Békássy István színész sírja Budapesten. Kerepesi temető: 34/1-1-36

## Színházi szerepei
- Fényes Szabolcs: Maya....Dixie
- Fényes Szabolcs – Bródy Tamás: Music Hall....René
- De Fries Károly: Budapest–Wien....Péter
- George Bernard Shaw: Az ördög cimborája....Richard
- Eugène Scribe: Egy pohár víz....Masham
- Konsztantyin Mihajlovics Szimonov: The Whole World Over....Savelev

## Filmjei
- Kacagó asszony (1930)
- Lila akác (1934)
- A csúnya lány (1935)
- Barátságos arcot kérek! (1936)
- Pesti mese (1937)
- A diadalív árnyékában (1948)
- Inferno (1954)
- A bíbor álarc (1955)
- Félbeszakított dallam (1955)
- Studio 57 (1955-1956)
- Maverick (1957)
- Oroszlánkölykök (1958)
- Perry Mason (1958-1959)
- Alfred Hitchcock bemutatja (1959)
- Bat Masterson (1959-1960)
- Pepe (1960)
- Adventures in Paradise (1960-1961)
- Hong Kong (1961)
- Az Apokalipszis négy lovasa (1962)
- Nyomkereső